# Vostok 5
Vostok 5 (en ruso Восток-5) fue una cosmonave tripulada del programa Vostok (que en ruso significa "Este"). La Vostok 5 realizó su misión conjuntamente con la Vostok 6. Alcanzó a orbitar a 5 kilómetros de la nave Vostok 6 tripulada por Valentina Tereshkova. En esta misión Valeri Bykovski estableció el vuelo espacial en solitario más prolongado, récord aún no superado. 

## Tripulación
- Piloto: Valeri Bikovski.
- Tripulación de respaldo: Borís Volinov.
- Tripulación de reserva: Alexey Leonov